# 马比木
马比木（学名：Nothapodytes pittosporoides）为茶茱萸科假柴龙树属下的一个种。

## 扩展阅读
- 維基物種上的相關：马比木